# Palácio do Grilo
El Palacio del Grilo, clasificado como MIP (Monumento de Interés Público) desde 2011 y también conocido como Palacio de los Duque de Lafões, se sitúa en el gaveto de la Calle del Grilo con la Calzada de los Duques de Lafões, elevándose en la parroquia del Beato en  plena ciudad de Lisboa.
Complejo arquitectónico siglo XVII  de estilo predominantemente Neoclásico pontuado por inspiraciones y motivos barrocos. La construcción del edificio está íntimamente conectada a algunas contingencias históricas que tuvieron lugar durante  el extenso proceso de construcción del Palacio.

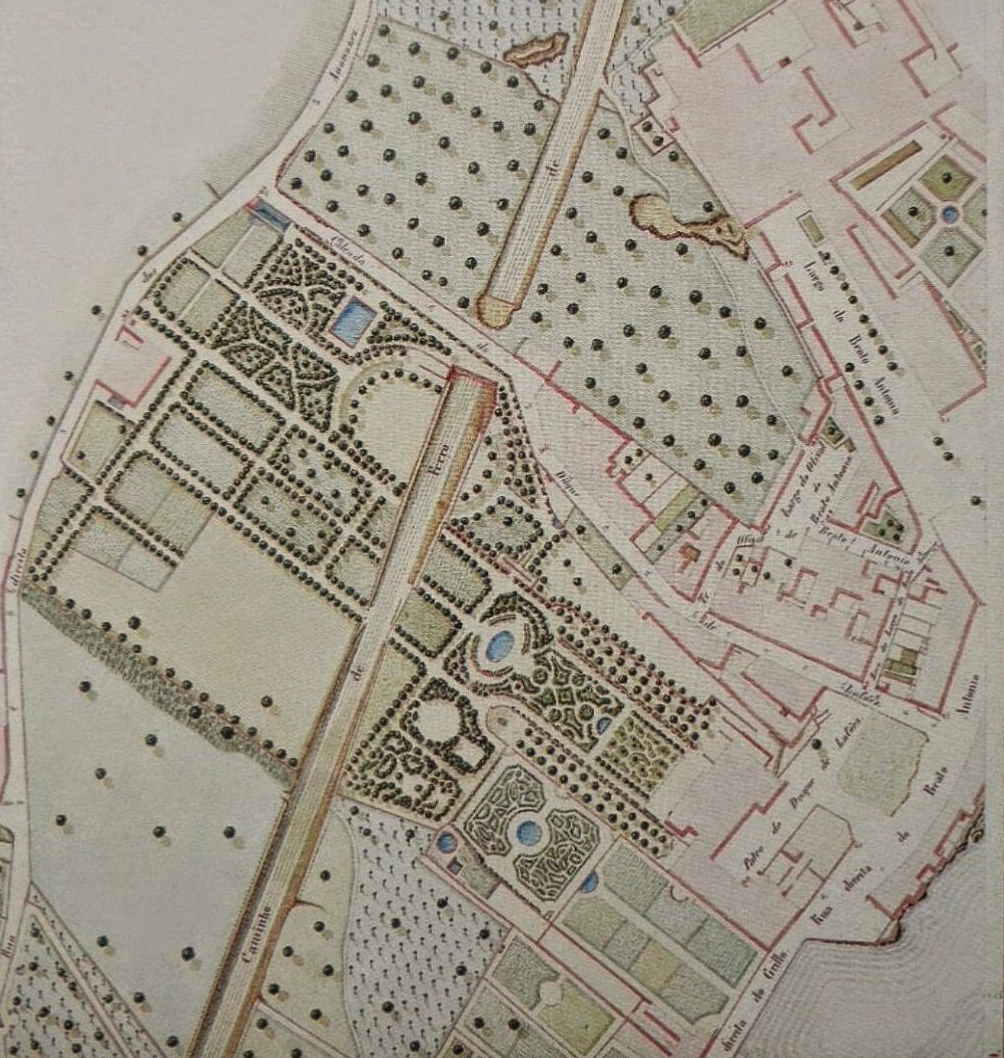
Atlas del mapa topográfico de Lisboa, Filipe Folque 1856-1858

El Palacio del Grilo parte de una construcción palaciana ya existente  que perteneció  a D. António de Mascarenhas. La fecha exacta de la  estructura palaciana es desconocida. Esta granja se trataba de una propiedad vastíssima que subía la encosta en declive acentuado, hoy conocida como Calzada de los Duques de Lafões. 
Fue lo 1º Duque de Lafões Pedro Henrique de Bragança quien dirigió la construcción del Palacio del Grilo después del gigantesco terremoto de Lisboa de 1755. Habiendo rehusado iluminar su residencia con motivo del matrimonio entre el infante D. Pedro III y la hija mayor del rey y futura reina, D. María I, princesa de Brasil. Episodio este que ha hecho famoso al Palacio, una vez que el Duque D. Pedro Henrique de Bragança era uno de los dos únicos pretendientes reales a la mano de la princesa, y por consiguiente también al trono portugués como rey consorte. Es importante entender que este particular acontecimiento ocurrió unos 10 años después de D. Pedro de Bragança encontrarse en una disputa con su tío, el rey D. Juan V de Portugal, que se originó debido a la relación romántica de D. Pedro Henrique de Bragança con Luísa Clara de Portugal. Debido a la muerte prematura del Duque en 1761, fue delegada a su hermano más nuevo el 2º Duque de Lafões D. João Carlos de Bragança y Ligne de Sousa Tavares Mascarenhas de Silva, la continuación de la edificación del Palacio.

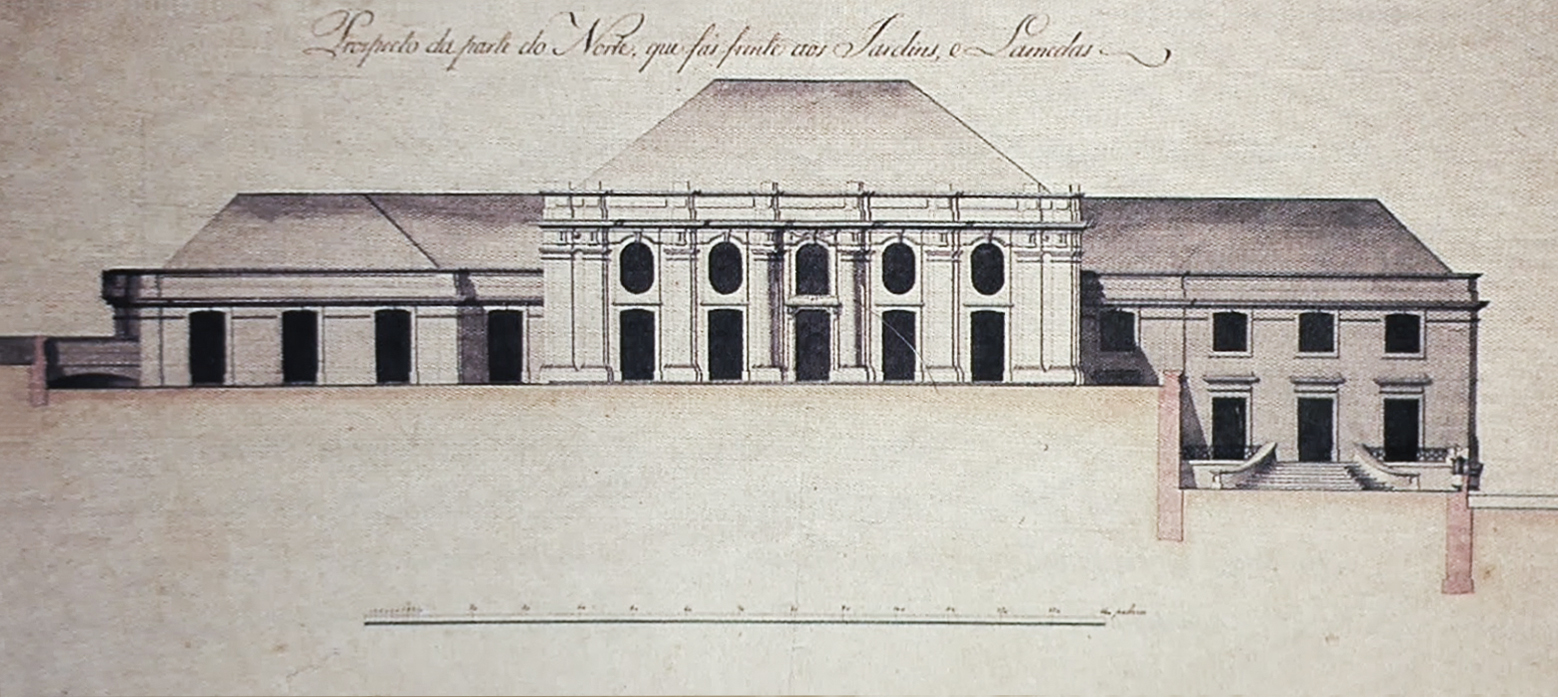
Plano del proyecto de Eugénio de Santos - Palacio del Grilo

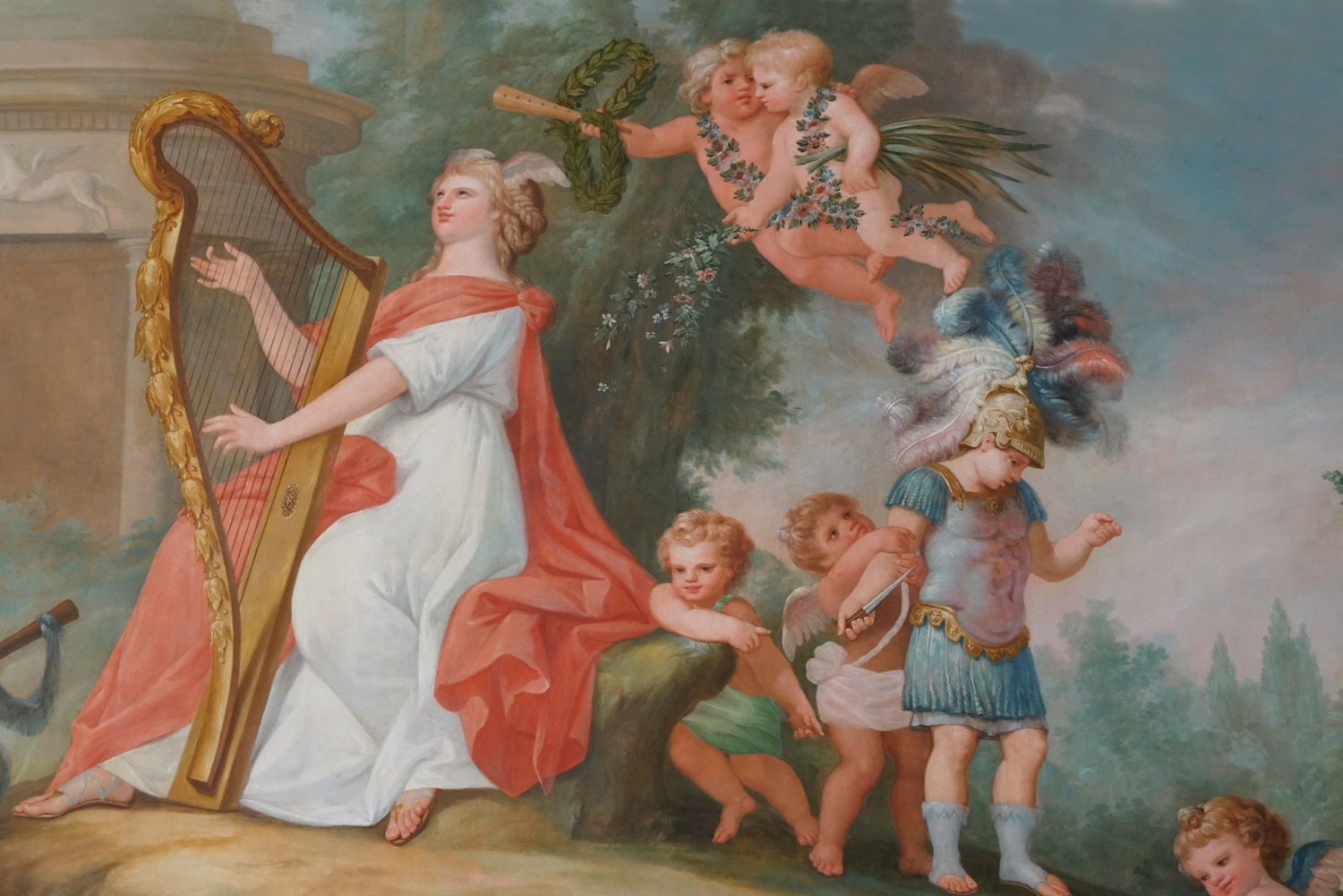
Pintura de murais en la Sala de la Academia por Cyrillo Volkmar Hacha

De este modo, las estructuras de la construcción que integran el actual complejo arquitetónico del Palacio del Grilo son constituidas por el somatório de las intervenciones efectuadas al largo de los años, y la arquitectura es atribuida la Eugénio de Santos.
El interior es sinónimo de programas decorativos sobre erudição y diversidad cultura, existen conjuntos de pinturas murais de autoría de Cyrillo Volkmar Machado y pantallas de los siglos XVIII y XIX que integran lounges temáticos en el palacio, como por ejemplo el hall de la Academia, el hall de la Sala de Venus o el hall de la Sala China.
Se trataba pues de una estructura en L, teniendo su cuerpo mayor dispuesto en el sentido norte-sur, vertical al río Tejo, mientras su cuerpo más pequeño se  encontraba por su parte volcado para el río, así como para la vía pública. En el interior de esta L se resguardaba un patio,  cerrado por otras construcciones más modestas. Este patio se encontraba al nivel superior de la calle y era accesible a través de una rampa que pasaba por bajo del cuerpo más corto de la L.
La parte principal de este palacio, cuerpo  mayor de la L es,  aún hoy, sensible en el conjunto existente formado en el ala volcada a poniente. De la estructura anterior se mantuvo en la planta el gran cuerpo anterior incluyendo la división interna al nivel del piso noble. El cuerpo sobre la calle era duplicado formando una fachada de 11 aperturas hendidas en 2 pisos: la planta baja y el noble. Se mantuvo igualmente el patio al nivel superior con dimensiones bastante semejantes, corrigiendo sólo para mantener las simetrías. 
En el piso planta baja de la fachada era propuesto un átrio noble, del cual nacía una escadaria simplificada que por su parte vendría a conducir a un gran salón abierto sobre ese mismo patio. La nascente era propuesto otro cuerpo simétricamente dispuesto al ya existente. Aprovechando con mestria el declive, por él se podía entrar directamente para el patio a través de una rampa que hoy conocemos por el nombre de Calzada del Duque de Lafões.
A norte del patio céntrico erguia-si un nuevo cuerpo. Para tras, los jardines dispuestos en cascada por la encosta. Al mismo nivel y conectado al supramencionado salón, se disponía otra división de vasta amplitud, cuya marcación en la planta parece sugerir destinarse a una biblioteca.
Al contrario de la tradición de los palacios lisboetas, el proyecto del Grilo se compone de una complejidad erudita, característico de quien estaba habituado a manusear la arquitectura como un teorizável ejercicio de estilo y a quién las grandes construcciones palacianas se iban extendiendo pela Europa.

## Situación actual
Este cuerpo planta baja, construido en el inicio del siglo XX y objeto de diversas alteraciones, integra estructuras de abovedadas apoyadas sobre la estructura metálica y que   obedecen   a una métrica regular. En 2011, fue auferido al  Palacio el estatuto de Monumento de Interés Público (MIP).En 2022, el Palais fue reestructurado por el arquitecto Julien Labrousse, y en 2023 el proyecto fue galardonado con el Premio Versalles, el Premio Mundial de la UNESCO para Arquitectura y Diseño.

## Edificios
En el interior, lambris de azulejos, del final del siglo XVII, en azul y blanco representando escenas mitológicas ; en el nivel superior, tres puertas, con panos de armar en veludo carmim con abrigos heráldicos de las Casas de Lafões, Cadaval y Marialva;
- Sala de Cena: suelo de baldosas, primitivo; un rodapé de azulejos setecentistas; el tecto y las paredes lisas; retratos de personalidades de familia y uno de Isabel Farnésio;

- Sala de Estar: ornamentada  pinturas de pilastras caneladas de orden dórica; un grande vaso de mármore italiano; etratos de D. Pedro II de Portugal y D. João V de Portugal.

- Átrio: el tecto, de estuque liso, con ovales; paredes  con pinturas de guirnaldas colgantes; siluetas de azulejos policromados, D. Maria I de Portugal;

- Sala de los Óculos: accesible a través de la puerta céntrica, de planta cuadrada (originalmente rectangular) con 10 vanos de puerta.
- Capela: de planta rectangular con arco triunfal de cantaría, dividiendo a medio el espacio; en el piso planta baja cuatro puertas (dos en la capela-mor, dos en la nave);
- Sala del Duque: pavimento de madera y puerta decorada con pintura perspectivada; el tecto presenta pinturas ornamentais de festões, grinaldas y, sobre las puertas comunicacionales, frontões con putti.
- Sala de la Academia: de planta rectangular con ocho vanos y pavimento de madera presenta paredes y tecto de estuque pintado con decoração policroma.
- Sala China: planta cuadrada con pavimento de madera presenta cinco vanos y paredes en estuque con pinturas de estilo neoclásico representando camafeus, figuras femeninas en cercaduras;
- Sala de Venus:  paredes de estuque pintado con delicada pintura ornamental, tecto con grande oval central con pintura rodeada de cercadura representando Vênus..
- Arena: a Este de la Sala de los Óculos, presenta en la fachada vuelta a Norte, puerta con verga de cantaría curva.

| Capela do Palácio do Grilo |
| Capela                     |

| Sala Chinesa do Palácio do Grilo |
| Sala Chinesa                     |

| Sala da Academia do Palácio do Grilo |
| Sala da Academia                     |

| Sala de Vénus do Palácio do Grilo |
| Sala de Vénus                     |

| Sala dos Óculos do Palácio do Grilo |
| Sala dos Óculos                     |

| Azulejos Picadeiro do Paláico do Grilo |
| Azulejos Picadeiro                     |